# Bisaltes subreticulatus
Bisaltes subreticulatus es una especie de escarabajo longicornio del género Bisaltes, subfamilia Lamiinae. Fue descrita científicamente por Aurivillius en 1920.
Se distribuye por Argentina, Bolivia, Brasil, Ecuador y Perú. Posee una longitud corporal de 12-13 milímetros. La dieta de Bisaltes subreticulatus se compone de plantas y arbustos de la familia Solanaceae, entre ellas, varias especies del género Nicotiana.